# Görlitzer Verkehrsbetriebe
Die Görlitzer Verkehrsbetriebe GmbH (GVB) ist ein städtisches Verkehrsunternehmen mit Sitz in Görlitz. Das Unternehmen übernahm zum 1. Januar 2019 den städtischen Nahverkehr in Görlitz von der Verkehrsgesellschaft Görlitz. Seit dieser Übernahme betreibt das Unternehmen 2 Straßenbahn- und 7 Buslinien. Das Verkehrsunternehmen ist Partner im Zweckverband Verkehrsverbund Oberlausitz-Niederschlesien (ZVON).

## Geschichte der GVB
Die Görlitzer Verkehrsbetriebe GmbH (GVB) wurden am 27. Oktober 2016 in das Handelsregister eingetragen. Als vorläufiger Geschäftsführer wurde der Görlitzer Oberbürgermeister Siegfried Deinege benannt, der die Geschäfte bis zur Ernennung eines Geschäftsführers führen sollte. Am 28. Oktober 2016 erhielt die GVB eine Direktvergabe der Stadt Görlitz für den Betrieb des Görlitzer Stadtverkehrs von Januar 2019 über einen Zeitraum von 10 Jahren.
Zum 1. Oktober 2018 wurde Andreas Trillmich neuer Geschäftsführer, der zuvor Geschäftsführer der Länderbahn war. Zum 7. Mai 2021 schied Trillmich aus, weshalb Sven Sellig, Bereichsleiter für Infrastruktur und Technik, als Geschäftsführer seitens der Stadt Görlitz eingesetzt wurde. Auf eigenen Wunsch übernahm Sven Sellig zum 31. August 2022 wieder seinen ursprünglichen Posten als Bereichsleiter Infrastruktur und Technik. Zum 1. September 2022 wurde André Wendler seitens des 100%igen Gesellschafters der Stadt Görlitz zum neuen Geschäftsführer bestellt.

## Liniennetz
Die GVB betreibt in Görlitz zwei Straßenbahnlinien sowie sieben Stadtbuslinien, davon eine Straßenbahnlinie und zwei Buslinien auch im Spätverkehr zwischen 20 und 0 Uhr.
| Tram-/Buslinie | Verlauf | Takt im Tagesverkehr                                       | Takt im Spätverkehr |
| -------------- | --- | ---------------------------------------------------------- | ------------------- |
| Straßenbahn    | |                                                            |                     |
| 1              | Weinhübel – Bahnhof – Demianiplatz – Alexander-Bolze-Hof – Königshufen, NeißePark / (Am Wiesengrund nur im Spätverkehr im halbstündlichen Wechsel) | 020 min                                                    | 030 min             |
| 2              | Biesnitz/Landeskrone – Bahnhof – Demianiplatz – Alexander-Bolze-Hof – Königshufen, Am Wiesengrund                                                  | 020 min                                                    | –                   |
| Stadtbuslinien | |                                                            |                     |
| A              | Landskronsiedlung – Brautwiesenplatz – Waggonbau – Demianiplatz – Hochschule/Stadthalle – Zgorzelec Centrum                                        | 030 min                                                    | –                   |
| B              | Rauschwalde – Melanchthonstraße – Bahnhof Südausgang – Demianiplatz – Virchowstraße                                                                | 020 min                                                    | 060 min             |
| C              | Demianiplatz – Heiliges Grab – Kummerau – Neißepark – Windmühlenweg – Am Wiesengrund                                                               | (Mo–Fr) Rufbus: fünfmal täglich (Sa–So) einmal Frühverkehr | –                   |
| D              | Klingewalde – Abzw. Ludwigsdorf – Demianiplatz – Busbahnhof – Hochschule/Stadthalle                                                                | 060 min                                                    | –                   |
| E              | Tauchritz – Hagenwerder Bf – Weinhübel (– Albrecht-Thaer-Straße – Rauschwalde)                                                                     | 120 min                                                    | –                   |
| F              | (Rauschwalde –) Biesnitz/Landeskrone – Kunnerwitz – Klein Neundorf – Kunnerwitz – Weinhübel                                                        | 120 min                                                    | –                   |
| N              | Biesnitz/Landeskrone – Bahnhof Südausgang – Melanchthonstraße – Rauschwalde                                                                        | –                                                          | 060 min             |
| [ 4 ]          | |                                                            |                     |

### Fahrplanverbesserungen
Das Fahrplankonzept der GVB beruht auf dem ÖPNV-Konzept der Stadt Görlitz aus dem Jahr 2016. Die darin vorgesehenen Angebotsveränderungen im Busbereich wurden zum Fahrplanwechsel am 15. Dezember 2019 umgesetzt. So erhielt die Buslinie B zwischen den Haltestellen Klinikum und Demianiplatz eine veränderte Linienführung zur Erschließung des Quartiers Waggonbau Ost. Neu eingeführt wurde die Buslinie D, die zwischen der Hochschule und Klingewalde verkehrt. Zwischen Demianiplatz und Klingewalde übernahm die Linie den Ast der Linie A, die stattdessen vom Demianiplatz zur Hochschule fährt.
Bei den Straßenbahnlinien veränderte sich nur wenig. So wurde der 20-Minuten-Takt der Linien sonnabends um zwei Stunden nach hinten verschoben. Gleichzeitig wurde aus der Linie 3 die Linie 1.